# Ford County, Kansas
Ford County är ett administrativt område i delstaten Kansas, USA, med 33 848 invånare. Den administrativa huvudorten (county seat) är Dodge City.

## Geografi
Enligt United States Census Bureau har countyt en total area på 2 847 km². 2 845 km² av den arean är land och 2 km² är vatten.

### Angränsande countyn
- Hodgeman County - nord
- Edwards County - nordost
- Kiowa County - öst
- Clark County - syd
- Meade County - sydväst
- Gray County - väst